# Марупський край
Мару́пський кра́й (латис. Mārupes novads) — адміністративно-територіальна одиниця Латвійської Республіки. Розташований у центральній частині країни, в історичному регіоні Ліфляндія. Адміністративний центр — Марупе. Створений 2021 року. Площа — 347,2 км². Населення — 32 824 осіб (2021). 

## Історія
Край утворений 1 липня 2021 року шляхом об'єднання Марупського та Бабітського країв, після адміністративно-територіальної реформи Латвії 2021 року. 1 липня 2022 року село Марупе отримало статус міста, його було виділено із Марупської волості у окрему адміністративну одиницю.

## Адміністративний поділ
- 1 місто - Марупе
- 3 волості - Бабітська, Марупська, Салська

## Населення
Національний склад краю за результатами перепису населення Латвії 2011 року.
| Національність | К-сть | % |
| -------------- | ----- | - |